# Теслугов
Теслугов (укр. Теслугів) — село в Крупецкой сельской общине Дубенского района Ровненской области Украины.
До 2020 года входило в Радивиловский район.
Население по переписи 2001 года составляло 1051 человек. Почтовый индекс — 35512. Телефонный код — 3633. Код КОАТУУ — 5625888501.
Здесь некоторое время жила и работала украинская поэтесса Елена Копоть-Журавницкая.